# Koumnéré
Koumnéré est une commune rurale située dans le département de Toécé de la province du Bazèga dans la région du Centre-Sud au Burkina Faso.

## Santé et éducation
Le centre de soins le plus proche de Koumnéré est le centre de santé et de promotion sociale (CSPS) de Toécé.